# 岳麓紫菀
岳麓紫菀（学名：Aster sinianus）是菊科紫菀属的植物，是中国的特有植物。分布在中国大陆的江西、湖南等地，生长于海拔600米至840米的地区，见于山坡路旁，目前已由人工引种栽培。